# Curculio (peça)

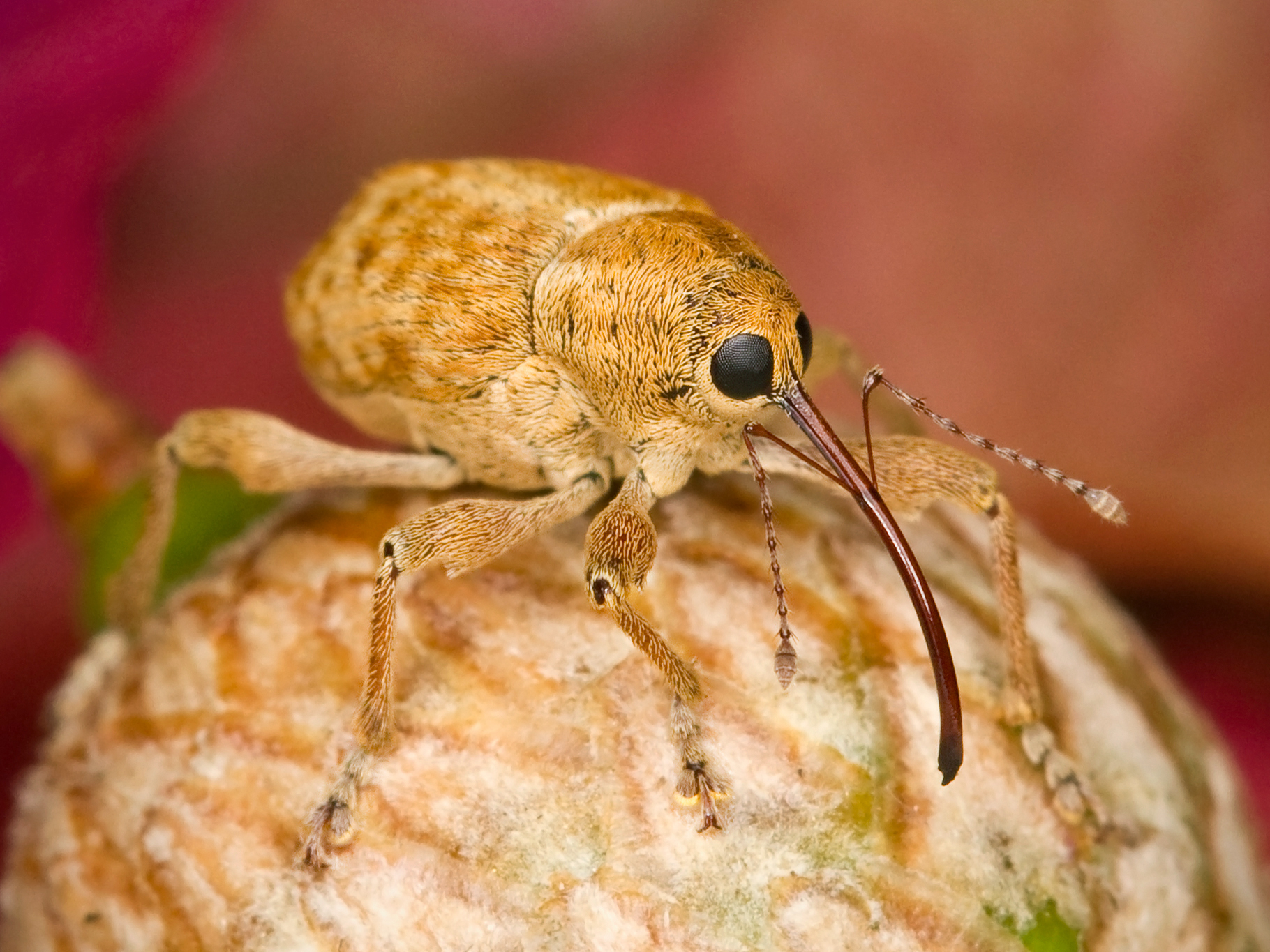
Curculio occidentis

Curculio, ou O Gorgulho, é uma comédia latina da autoria de Titus Maccius Plautus, obra composta na fase intermédia da obra do autor. O autor e título do original grego são desconhecidos, bem como a data de composição da peça, que se supõe ser da primeira década do século II a.C. A acção decorre numa rua de Epidauro, composta por duas casas, um templo a Esculápio e um altar a Vénus.
O Gorgulho é uma típica comédia de reconhecimento, como outras que existem na obra plautina (Cistellaria, Poenulus ou Epidicus). Contudo, um dos pontos mais relevantes desta obra prende-se com a galeria notável de personagens-tipo que se encontram numa só comédia, algo de original em Plauto e na própria comédia greco-latina. Encontram-se aqui o escravo engenhoso, o enamorado, a velha ávida de vinho, a jovem enamorada, o alcoviteiro, o cozinheiro, o parasita, o onzeneiro e o soldado fanfarrão, cada um deles com as suas características tradicionais das peças compostas pelos poetas neotéricos.

## Resumo da Peça

### Ato I
Fédromo, jovem apaixonado por Planésio, sai de sua casa com Palinuro num cortejo paródico, decidido a encontrar-se com a sua amada, que se encontra na casa de Cápadox, um alcoviteiro sem escrúpulos. Fédromo quer comprar a jovem ao alcoviteiro, mas as suas posses não lhe permitem que possa desembolsar 30 minas e levar Planésio, que parece corresponder ao seu amor. Além do mais, Planésio, apesar de dominada por um alcoviteiro, é considerada como uma mulher pura. Fédromo leva consigo vinho, de modo a poder fazer sair de casa a velha Leena, escrava devota ao seu sabor, à qual foi confiada a guarda de Planésio. Ao entornar o vinho à frente da porta de Cápadox, a velha sai atraída pelo odor do néctar. Contente pelo vinho dado por Fédromo, a velha promete-lhe trazer a jovem à presença do amado. Assim que Leena reentra em casa de Cápadox, Fédromo faz uma serenata aos ferrolhos da porta, pedindo-lhes que lhe tragam a amada. Leena traz-lhe finalmente Planésio. O encontro "romântico" acaba por despoletar uma discussão acerca da compra de Planésio. Fédromo informa a sua amada de que o seu parasita, Gorgulho, virá naquele dia da Cária com o dinheiro pretendido pelo alcoviteiro. A amada acaba por entrar na casa de Cápadox dizendo ao desolado Fédromo que a voltará a ver apenas quando este pagar o seu valor ao alcoviteiro. Jovem e servo saem de cena.

### Ato II
O alcoviteiro Cápadox sai de casa em direcção ao templo de Esculápio, lamentando a sua sorte. Cápadox está convencido de que a sua saúde piora a olhos vistos, o que não passa de mera hipocondria. Será este o tema de conversa com Palinuro, o escravo que entretanto saiu de casa de Fédromo. Supersticioso, Cápadox deseja também que Palinuro interprete um sonho seu que tivera durante a noite. É nesta altura que entra em cena o Cozinheiro, que fica com o papel de intérprete. Perante o sonho de Cápadox, o Cozinheiro aconselha-o que vá tentar apaziguar Esculápio no seu templo. Este fá-lo imediatamente. O cozinheiro chama o seu amo Fédromo para fora de casa. O Gorgulho está a chegar apressadamente. Fá-lo irrompendo em cena numa corrida enérgica, fingindo dar encontrões contra a população, num alarido e aparato enormes; ao chegar ao pé do patrão arfa exageradamente - esta cena é típica dos mensageiros cómicos de Plauto, especialmente os escravos, motivo pelo qual personagens com este tipo de entrada são denominadas  servus currens (escravo em corrida). Extraordinariamente, a entrada de servus currens é protagonizada pelo parasita. Fingindo estar a desfalecer, o Gorgulho só dará notícias quando tiver a garantia que o estômago será devidamente satisfeito. O empréstimo, não o conseguira; mas conseguira falar com um soldado que lhe dera uma notícia interessante: comprara a própria Planésio a Cápadox e dera a Licão, um banqueiro de Epidauro, a soma de trinta minas para consumar o negócio. Em embebedando o soldado, o Gorgulho roubara-lhe um anel de herança que lhe permitiria provar a identidade ao banqueiro Licão e fugira até Fédromo.

### Ato III
O Gorgulho encontra-se com o avarento Licão e dá-lhe umas tabuinhas e o anel do soldado, fingindo-se criado dele. Querendo ter a certeza de que o Gorgulho é, de facto, seu escravo, Licão faz algumas perguntas que ridicularizam a figura do soldado Terapontígono Platagidoro. Vendo que Cápadox sai do templo de Esculápio, Licão, o Gorgulho e o alcoviteiro entram na casa deste de modo a consumar o negócio de Planésio.

### Ato IV
Após uma quebra da ilusão cénica protagonizada pelo Guarda-Roupa da peça, parábase romana onde se relata a vita urbana da cidade de Roma, cujas palavras denunciam os lugares do Foro onde se podem encontrar os homens de bem e as gentes de má rês, aparecem, vindos da casa de Cápadox, o próprio alcoviteiro, Licão, o Gorgulho e Planésio, com o negócio concluído. O Gorgulho aproveita para criticar, perante o público, os alcoviteiros e os onzeneiros, pondo-os na mesma galeria de personagens malfazejas. Capádox vai para o templo agradecer o negócio feito. É então que aparece Terapontígono, o soldado fanfarrão, pedindo a Licão as trinta minas que lhe mandara guardar. Licão, com o negócio feito, acaba por mofar de Terapontígono, sem qualquer medo das ameaças vazias do soldado. De seguida, o soldado vira-se para Capádox, que reage exactamente da mesma forma que Licão, dizendo-lhe que já fez negócio com ele e lhe deu a jovem. Terapontígono desconfia então do Gorgulho, que lhe roubara o anel. Quanto às ameaças a Cápadox, Terapontígono não obteve sucesso, e alcoviteiro e soldado saem de cena, cada um para seu lado.

### Ato V
Planésio reconhece o anel que o Gorgulho roubou ao soldado. Diz que este faz parte da sua família, já que ela nasceu livre. Quando Terapontígono aborda o Gorgulho de modo a garantir a rapariga que perdera, a conversa toma o rumo inevitável do anel: Terapontígono conta os pormenores familiares e Planésio reconhece-se como irmã dele, dando-lhe a observar um outro anel que a própria jovem traz consigo e que o irmão reconhece como sendo o anel que este lhe deu como prenda de aniversário. Terapontígono promete a mão de Planésio a Fédromo e Cápadox vê-se obrigado a restituir as trinta minas que ganhara por uma jovem que, afinal, era liberta. O soldado é convidado a entrar na casa de Fédromo e o casamento será naquele mesmo dia.